# Anastrepha phaeoptera
Anastrepha phaeoptera är en tvåvingeart som beskrevs av Lima 1937. Anastrepha phaeoptera ingår i släktet Anastrepha och familjen borrflugor. Inga underarter finns listade i Catalogue of Life.